# 黑森廣播公司
黑森廣播公司（德語：Hessischer Rundfunk）是位於德國法蘭克福的一個公共廣播電視公司，也是德國公共廣播聯盟的九個加盟公司之一。播出地區是黑森州。黑森廣播公司是ARD中僅次於西德廣播公司的規模第二大公司。2013年開始，黑森廣播公司開始播出高清節目。
黑森广播拥有法兰克福广播交响乐团。

## 外部連結
- 官方网站 （德文）